# Evan James (ragbista)
Evan James (1869 – 18. srpna 1901) byl velšský ragbista. Narodil se ve Swansea, jeho starším bratrem byl ragbista David James. V letech 1889 až 1992 a znovu 1896 až 1899 hrál za klub Swansea RFC. V letech 1892 až 1896 hrál se svým bratrem v týmu Broughton Rangers. V letech 1890 až 1899 hrál za Velšskou ragbyovou reprezentaci. Během své reprezentační kariéry hrál proti Anglii, Skotsku a Irsku. Zemřel roku 1901 v jihovelšské obci Bon-y-maen.